# Tayloria wormskioldii
Tayloria wormskioldii là một loài rêu trong họ Splachnaceae. Loài này được (Hornem.) Lindb. mô tả khoa học đầu tiên năm 1883.